# Пет (ТВ серија)
Пет српска је телевизијска серија снимана током 2017. године. Пилот епизода емитована је 1. јануара 2018. године, док су остале епизоде емитоване од 9. марта 2019. године на мрежи РТС 1,
Серија је снимана од јула до децембра месеца 2017. на локацијама у Београду, Новом Саду, Панчеву, на планини Тари.

## Радња
Пет младих жена су протагонисткиње ове серије са криминалистичким заплетом. Сплет околности, другарице из детињства, после много година споји у средишту обрачуна злочиначких кланова. Животи које су живеле пре тога и јесу их и нису припремили за оно што ће им се дешавати.
Пре њих, са оне стране закона у неким лудим годинама иза нас, били су њихова браћа, очеви, момци, мужеви... Остале су без њих и када су поверовале да је то време прошло, догодило се нешто после чега више нису могле да бирају. Нису се за то спремале, не знају како да се понашају, али брига за децу, оданост пријатељству из детињства и женски предосећај од њих ће направити опасне и непредвидиве противнике које нико није очекивао на злочиначкој позорници. Ниједан мушкарац који ће им се придружити није обичан јер у свету на који су оне кренуле, мало ко стаје на страну слабијег.
Готово као суперјунакиње, оне иако слабије знају како да победе.
Ову женску банду брижних мајки и сестара, оданих ћерки и супруга чине Нина, Наталија - Тили, Александра, Катарина и Соња.

## Улоге

### Главне
| Глумац           | Улога                |
| ---------------- | -------------------- |
| Јелена Ђокић     | Нина Секулић         |
| Христина Поповић | Наталија             |
| Марија Каран     | Александра Тодоровић |
| Гала Виденовић   | Катарина Радић       |
| Милена Радуловић | Соња                 |

### Епизодне
| Глумац                   | Улога                  |
| ------------------------ | ---------------------- |
| Миодраг Драгичевић       | Мичи                   |
| Небојша Дугалић          | Пиги                   |
| Јован Савић Лоле         | Богдан Станић Скоци    |
| Игор Бенчина             | Мали                   |
| Виктор Савић             | Воја                   |
| Никола Ђуричко           | Земи                   |
| Жарко Лаушевић           | инспектор Горан (Жаца) |
| Никола Ристановски       | Дане / Зомби           |
| Славко Лабовић           | Ћелави                 |
| Небојша Глоговац         | мајстор Цветко         |
| Небојша Кундачина        | Адам                   |
| Ненад Стојменовић        | Данијел                |
| Борис Комненић           | Уредник Брада          |
| Светозар Цветковић       | Ари                    |
| Марко Николић            | Адвокат Сима           |
| Борис Пинговић           | Милош Шумар            |
| Бојан Димитријевић       | Суви                   |
| Нина Јанковић            | Жана                   |
| Радован Вујовић          | Топић                  |
| Никола Вујовић           | Ратко                  |
| Драгана Варагић          | Судиница Стојановић    |
| Слободан Ћустић          | Дринчић                |
| Никола Којо              | Бојан                  |
| Срђан Милетић            | Мајстор Мића           |
| Ивана Вуковић            | Војина жена            |
| Вук Ђукелић              | Никола Тилин           |
| Марко Гиздавић           | Штеф                   |
| Маја Шуша                | Мартина                |
| Небојша Бакочевић        | Паја                   |
| Горица Поповић           | Споменка               |
| Цвијета Месић            | Радмила                |
| Рада Ђуричин             | Марта                  |
| Ивана Поповић            | Добрила                |
| Иван Ђорђевић            | Сеси силеџија          |
| Данијел Ковачевић        | Лазар Секулић          |
| Дуња Капларевић          | Сара Секулић           |
| Предраг Васић            | Дечак из сервиса       |
| Андреја Маричић          | Шоми                   |
| Александар Лазић         | Чубриловић             |
| Вучић Перовић            | Купац из мини мориса   |
| Павле Менсур             | Рајан                  |
| Дејан Дедић              | Коста                  |
| Вања Ненадић             | Дара                   |
| Михајло Лаптошевић       | Инспектор Лазаревић    |
| Иван Заблаћански         | Инспектор Страјнић     |
| Дамјан Параносић         | Стефан                 |
| Јелена Ступљанин         | Директор школе         |
| Ахмед Јусуфспахић        | Дежурни ученик         |
| Александар Динчић        | Полицајац Скоци        |
| Вања Милачић             | Егзотична              |
| Ненад Лалатовић          | Тренер                 |
| Ненад Хераковић          | Мрки                   |
| Милан Чучиловић          | Одело                  |
| Јован Белобрковић        | Доушник                |
| Немања Оливерић          | Агент за некретнине    |
| Павле Јеринић            | Војин колега Ашке      |
| Никола Боговац           | Војин син Предраг      |
| Александар Гајин         | Марко                  |
| Паулина Манов            | Мајка оболелог дечака  |
| Реља Жикић               | Оболели дечак          |
| Златија Оцокољић         | Кућна помоћница        |
| Петар Божовић            | Сова                   |
| Бранислав Лалевић        | Рамија                 |
| Душан Радовић            | Креза                  |
| Миодраг Ракчевић Амиго   | Жуле                   |
| Муса Халиловић           | Муса                   |
| Бранислав Зеремски       | Мишко                  |
| Милутин Милошевић        | Срђан Киа              |
| Александар Радојичић     | Ђоле Прада             |
| Марта Милосављевић       | Жаклина                |
| Станислава Јевтић Протић | Жаклинина секретарица  |
| Миљан Прљета             | Банкар Антић           |
| Кристина Вукановић       | Анчи                   |
| Бошко Пулетић            | Ђорђе                  |
| Бојан Кривокапић         | Ђорђев син             |
| Ведрана Вукојевић        | Сара                   |
| Фуад Табучић             | Риђи                   |
| Милан Марић              | Магда                  |
| Синиша Ћопић             | Полицајац у цивилу     |
| Ивана Милосављевић       | Учитељица              |
| Божо Зубер               | Полицајац              |
| Страхиња Радетић         | Писац Лазар            |
| Бора Ненић               | Шетач малтезера        |
| Зоран Ћосић              | Доктор                 |
| Радиша Бркић             | Мајстор столар         |
| Дамјан Кецојевић         | Пеђа                   |
| Милош Влалукин           | Техничар               |
| Хелен Бабић              | Девојка на базену      |
| Милица Живковић          | Секретарица код Алекс  |
| Филип Бегановић          | Силеџија из кафића     |
| Неђо Осман               | Мирта                  |
| Петар Стругар            | Боксер                 |
| Дарија Ковачевић         | Девојчица из пекаре    |
| Ема Симоновић            | Девојчица из пекаре    |